# Кузнецова, Наталия Александровна
Наталия Александровна Кузнецова (род. 9 сентября 1956, Москва) — советский и российский биолог, специалист в области почвенной зоологии (в основном микроартроподы), доктор биологических наук (2002), профессор кафедры зоологии и экологии Института биологии и химии МПГУ. Известна своими исследованиями в области изучения коллембол (ногохвосток) и организации сообществ почвенных микроартропод.

## Биография
Родилась 9 сентября 1956 года в Москве.
В 1974—1978 годах училась на биолого-химическом факультете Московского государственного педагогического института (МГПИ) имени В. И. Ленина. Под влиянием лекций академика М. С. Гилярова увлеклась почвенной зоологией. Начала изучать коллембол под руководством профессора Н. М. Черновой и доцента Е. Л. Солнцевой. Участвовала в экспедициях в различные регионы СССР.
В 1979 году с отличием окончила биологический факультет Московского государственного заочного педагогического института.
В 1985 году защитила кандидатскую диссертацию на тему «Фауна и население коллембол хвойных лесов Европейской части СССР». В 1994 году перешла на кафедру зоологии и экологии МПГУ, где работала доцентом, а с 2004 года — профессором.
В 2002 году защитила докторскую диссертацию на тему «Организация сообществ почвообитающих коллембол», которая в 2005 году была опубликована в виде монографии.
Организатор исследовательской работы студентов и аспирантов вузов.

## Научная и экспертная деятельность
Принадлежит к почвенно-зоологической школеМ. С. Гилярова и Н. М. Черновой. Её научные интересы связаны с изучением коллембол как модельной группы для исследования организации сообществ почвенных микроартропод, динамики популяций и изучений антропогенных воздействий. Результаты её исследований были поддержаны Российским фондом фундаментальных исследований.
Она является участником международных научных проектов и совместно с систематиком М. Б. Потаповым организовала центр по изучению коллембол на базе кафедры зоологии и экологии МПГУ.

## Преподавательская деятельность
Читает курсы по общей экологии, теории эволюции, зоологии беспозвоночных, биоиндикации, истории биологии и основам исследовательской деятельности.
В 2003—2007 годах возглавляла кафедру биоэкологии Международного независимого эколого-политологического университета, где также читала лекции по экологии.
Является экспертом биологического совета ВАК Министерства образования и науки. Она входит в состав диссертационных советов вузов и академических институтов[каких?].

## Членство в организациях
- Международное сообщество специалистов по Apterygota
- Всероссийское общество почвенных зоологов при РАН
- Русское энтомологическое общество

## Основные публикации
Н. А. Кузнецова — автор многих научных работ, включая монографии, учебные пособия и статьи в ведущих научных журналах.
Среди них:
- Определитель коллембол фауны СССР (в соавторстве). — М., 1988.
- Хрестоматия по общей экологии: развитие идей. — М., 2001.
- Организация сообществ почвообитающих коллембол. — М., 2005.
- Коллемболы как модельная группа в биоценологических исследованиях // Чтения памяти академика М. С. Гилярова. — М., 2008.
- Communities in extreme natural and anthropogenic conditions: a case study of collembolan taxocoenoses // Species and Communities in Extreme Environments. — Sofia; Moscow, 2009.
- Методы исследования сообществ микроартропод: пособие для студентов и аспирантов (в соавторстве). — М., 2011.

## Награды и звания
- Доктор биологических наук (2002)
- Профессор (2004)
- Член редакционных коллегий научных журналов по экологии и энтомологии[уточнить]
- Эксперт Высшая аттестационная комиссия и Российский фонд фундаментальных исследований, Российский научный фонд.

## Систематика
Ативно работала в сотрудничестве с таксононистами по описанию новых видов коллембол:
- Pseudachorutella circassiana  Babenko, Kuznetsova, 2024
- Pseudachorutella plurichaetosa  Babenko, Kuznetsova, 2024
- Pseudachorutella stebaevae  Babenko, Kuznetsova, 2024
- Albanura secunda  Smolis, Kuznetsova, 2018
- Endonura aibgai  Smolis, Kuznetsova, 2016
- Endonura cryptopyga  Smolis, Kuznetsova, 2016
- Endonura diminutichaeta  Smolis, Kuznetsova, 2016
- Endonura dobrolyubovae  Smolis, Kuznetsova, 2016
- Endonura kremenitsai  Smolis, Kuznetsova, 2016
- Endonura ossetica  Smolis, Kuznetsova, 2016
- Endonura paracantabrica  Smolis, Kuznetsova, 2016
- Paravietnura insolita  Smolis, Kuznetsova, 2018
- Paravietnura notabilis  Smolis, Kuznetsova, 2018
- Persanura lencarana  Smolis, Kuznetsova, 2018
- Pseudachorutes aeksandrae  Babenko, Kuznetsova, Nakamori, Shveenkova, 2021
- Pseudachorutes armatus  Babenko, Kuznetsova, Nakamori, Shveenkova, 2021
- Pseudachorutes mnimus  Babenko, Kuznetsova, Nakamori, Shveenkova, 2021
- Pseudachorutes variabilis  Babenko, Kuznetsova, Nakamori, Shveenkova, 2021
- Endonura duplex  Smolis, Kuznetsova, Pasnik, 2024
- Pseudoxenyllodes macrocanthus  Kuznetsova, Potapov, 1988
- Caucasanura stebaevae  Kuznetsova, Potapov, 1988
- Ghirkanura chernovae  Kuznetsova, Potapov, 1988
- Anurachorutes martynovae  Kuznetsova, Potapov, 1988